# Cuscuta carnosa
Cuscuta carnosa är en vindeväxtart som beskrevs av Costea och Stefanovic. Cuscuta carnosa ingår i släktet snärjor, och familjen vindeväxter. Inga underarter finns listade i Catalogue of Life.